# Ижморский район
Ижмо́рский райо́н — административно-территориальная единица (район) в Кемеровской области России. В рамках организации местного самоуправления в границах района существует муниципальное образование Ижморский муниципальный округ (с 2004 до 2019 гг. — муниципальный район).
Административный центр — посёлок городского типа Ижморский.

## География
Ижморский район расположен в северной части Кемеровской области, лежит на стыке Западно-Сибирской равнины с Кузнецким Алатау и Кузнецкой котловиной.
Площадь района — 3580 км², что составляет 3,8 % территории Кемеровской области — Кузбасса.
С севера на юго-восток района протянулся Арчекасский кряж, являющийся водоразделом между бассейнами рек Яя и Кия.
Расположен в 150 км от областного центра г. Кемерово на Транссибирской железнодорожной магистрали. Через район также проходят автомагистрали Кемерово—Томск, Новосибирск—Красноярск.
Границы все сухопутные, кроме крайнего юга, где с Чебулинским и Кемеровским районами она идет по реке Золотой Китат. Северо-западнее имеется небольшой промежуток границы с Кемеровским районом, проходящий по реке Кельбес — притоку р. Яя.
Район имеет выгодное экономико-географическое положение, обусловленное рядом факторов и условий:
1. Близость Транссибирской железной дороги и федеральной автотрассы М53
2. Близость магистральных нефте,- и газопроводов, создают основу для развития нефтеперерабатывающей промышленности
3. Благоприятные агроклиматические условия, обширные сенокосы и пастбища способствуют развитию сельского хозяйства
4. Потенциал лесных ресурсов благоприятен для развития отраслей лесопереработки полного цикла
5. Разведанные запасы месторождений нерудных полезных ископаемых пригодны для массового производства строительных материалов: силикатного кирпича и стекла.

## Природные ресурсы и условия
Земельный фонд района составляет 361 тыс. га, из них земли лесного фонда- 63,9 %; земли сельскохозяйственного назначения-31,7 %; земли прочих пользователей — 4,4 %.
Почвенный покров довольно сложный и неоднородный. По водоразделам, плоским вершинам увалов и их пологим склонам формируются серые, лесные темно-серые почвы (80 %). На отдельных участках и склонах залегают оподзоленные и выщелочные черноземы. Под осиново-березовыми лесами залегают лесные светло-серые и дерновоподзолистые почвы (20 %).
По днищам логов и пониженным участкам сформировались почвы гидроморфного ряда, лугово-чернозёмные и луговые почвы, лугово-болотные. По поймам рек -пойменные почвы — от тяжелого суглинка до супесей и песков. Почвы характеризуются, в основном, высоким потенциальным плодородием.
В районе разведаны различные месторождения полезных ископаемых. На юге разведано Ампалыкское месторождение железных руд, там же имеются золотоносные породы. По территории района проходит граница Малиновского месторождения урановых руд. Имеются большие запасы бурого угля. Ижморский район обладает серьёзными запасами сырья для производства местных строительных материалов. В центральной части района располагаются месторождение формовочных песков «Лесная поляна».
Гидрографическая сеть района хорошо развита, она представлена множеством небольших ручьев и речек, несущих свои воды с юга на север. Главными речными артериями являются Золотой Китат и Алчедат. Русла рек извилистые, берега высокие. В районе большое количество малых речек: Песчанка, Еловка, Чедат, Тундушка, Каменка, Осиновка, Гладенькая, Березовка, Пешковка, Камышинка, Кудинка, Крутая, Села. Грунтовые воды залегают на глубине 2-7метров. Район использует артезианскую воду для бытовых нужд при глубине скважины более 60 метров.
Леса района относятся к лесорастительной зоне предгорьев Кузнецкого Алатау и лесостепной зоне. В пределах зоны низкогорных лесов выделяется Южный горно-таежный округ, куда входит территория лесов Ижморского лесхоза. В основном произрастают пихтовые леса, состоящие главным образом из пихты сибирской, кедра, осины, березы и ели сибирской с широкотравным напочвенным покровом. Хвойные и лиственные леса занимают большую часть Ижморского района. Лесистость района составляет 61,7 %. Лесной фонд составляет 222 тыс. га. Расчетная лесосека составляет 288 тыс. м3 в год. Общие запасы грибов и ягод на территории района незначительные. Сбор ягод и грибов ограничивается бездорожьем и большим удалением лесных угодий от населенных пунктов.

## История
Заселение района началось в XVIII веке, село Большая Песчанка основано в 1700 году, как поселение Томского уезда. Последующее заселение шло в основном вдоль Московско-Иркутского гужевого тракта.
Село Ижморское (1846 год), давшее название станции Ижморской, основано в 1893, в ходе начала строительства Сибирской железной дороги. Территория села и будущей станции в XIX веке относилась к Почитанской волости Мариинского уезда Томской губернии.
4 сентября 1924 года Постановлением Сибирского Революционного комитета в составе Томского округа Сибирского края было решено образовать Ижморский район, который появился в рамках реформы районирования (упразднение прежних губерний, уездов и волостей) с мая 1925 года. С 1930 года район — в составе Западно-Сибирского края, с 1937 года — в составе Новосибирской области.
26 января 1943 года район вошёл в состав новообразованной Кемеровской области — Кузбасса.
1 февраля 1963 года район был упразднён, 30 декабря 1966 — восстановлен.
Законом Кемеровской области от 17 декабря 2004 года Ижморский район также был наделён статусом муниципального района, в котором были образованы 7 муниципальных образований.
В августе-сентябре 2019 года Ижморский муниципальный район был упразднён, а все входившие в его состав поселения были преобразованы путём объединения в Ижморский муниципальный округ.
Ижморский административный район как административно-территориальная единица области сохраняет свой статус.

## Население
| 2002    | 2009    | 2010    | 2011    | 2012    | 2013    | 2014    | 2015    | 2016    |
| ------- | ------- | ------- | ------- | ------- | ------- | ------- | ------- | ------- |
| 16 476  | ↘14 901 | ↘13 517 | ↘13 488 | ↘12 971 | ↘12 568 | ↘12 173 | ↘11 798 | ↘11 522 |
| 2017    | 2018    | 2019    | 2020    | 2021    | 2025    |         |         |         |
| ↘11 395 | ↘11 148 | ↘10 922 | ↘10 723 | ↘10 198 | ↘9488   |         |         |         |

### Урбанизация
Городское население (пгт Ижморский) составляет  50,47 % от всего населения района.

## Административно-муниципальное устройство
В рамках административно-территориального устройства области Ижморский административный район включает 1 посёлок городского типа районного подчинения (с подведомственными населёнными пунктами, составлявшими городское поселение) и 6 сельских территорий (границы которых совпадают с одноимёнными бывшими сельскими поселениями упразднённого муниципального района).
В рамках муниципального устройства Ижморский муниципальный район  с 2004 до 2019 гг. включал 7 муниципальных образований, в том числе 1 городское и 6 сельских поселений:
| № | Бывшее муниципальное образование | Административный центр | Количество населённых пунктов | Население (чел.) | Площадь (км²) |
| - | -------------------------------- | ---------------------- | ----------------------------- | ---------------- | ------------- |
| 1 | Ижморское городское поселение    | пгт Ижморский          | 4                             | ↘5257            | 469,31        |
| 2 | Колыонское сельское поселение    | село Колыон            | 6                             | ↘1169            | 498,36        |
| 3 | Красноярское сельское поселение  | село Красный Яр        | 10                            | ↘1125            | 1055,46       |
| 4 | Постниковское сельское поселение | село Постниково        | 5                             | ↘918             | 429,52        |
| 5 | Святославское сельское поселение | село Святославка       | 6                             | ↘936             | 557,07        |
| 6 | Симбирское сельское поселение    | село Симбирка          | 3                             | ↘593             | 271,02        |
| 7 | Троицкое сельское поселение      | село Троицкое          | 6                             | ↘924             | 328,97        |

## Населённые пункты
В Ижморском районе 38 населённых пунктов, в том числе один городской (пгт) и 37 сельских.
В сносках к названию населённого пункта указана бывшая муниципальная принадлежность
| №  | Населённый пункт   | Население |
| -- | ------------------ | --------- |
| 1  | Ижморский          | ↗4789     |
| 2  | Троицкое           | 699       |
| 3  | Колыон             | 697       |
| 4  | Красный Яр         | 697       |
| 5  | Святославка        | 570       |
| 6  | Симбирка           | 566       |
| 7  | Постниково         | 503       |
| 8  | Ижморка 2-я        | 493       |
| 9  | Тёплая Речка       | 388       |
| 10 | Берикуль           | 321       |
| 11 | Почитанка          | 306       |
| 12 | Новославянка       | 297       |
| 13 | Новый Свет         | 283       |
| 14 | Воскресенка        | 272       |
| 15 | Нижегородка        | 257       |
| 16 | Островка           | 193       |
| 17 | Иверка             | 181       |
| 18 | Летяжка            | 178       |
| 19 | Берёзовский        | 141       |
| 20 | Красная Тайга      | 138       |
| 21 | Большая Песчанка   | 85        |
| 22 | Ломачёвка          | 78        |
| 23 | Азаново            | 70        |
| 24 | Ольговка           | 68        |
| 25 | Старопокровка      | #Н/Д      |
| 26 | Левашовка          | 55        |
| 27 | Иверка             | 53        |
| 28 | Тунда              | 49        |
| 29 | Котовский          | 44        |
| 30 | Новоорловка        | 42        |
| 31 | Листвянка          | 32        |
| 32 | Новопокровка       | 31        |
| 33 | Большая Златогорка | 22        |
| 34 | Вяземка            | 15        |
| 35 | Тихеевка           | 8         |
| 36 | Большекитатский    | 6         |
| 37 | Малая Златогорка   | 6         |
| 38 | Глухаринка         | 0         |

### Упразднённые населённые пункты
- 2024 год — разъезд 3669 км, посёлок 324 км[33].

## Транспорт
Через район проходят Транссибирская железнодорожная магистраль и автомагистрали «Кемерово—Томск», «Томск - Мариинск», «Новосибирск—Красноярск».